# Bojar
Bojar (russisk: боярин, tr. bojarin; ukrainsk: бояри, tr. bojari; bulgarsk: болярин, tr. boljarin; rumænsk: boier) var betegnelsen på et medlem af højeste rang i den aristokratiske feudaladel, alene underlagt den herskende storfyrste, først i Kijevriget og senere i Rusland og Litauen (svarende til nutidens Ukraine, Hviderusland, europæisk Rusland og Litauen) fra 900 til 1600-tallet. Titlen blev også benyttet i Bulgarien, Serbien, Valakiet og Moldavien. Bojarerne udgjorde det herskende lag af storgodsejere.
De russiske bojarer inddeltes traditionelt i tre kategorier:
- Den urgamle moskovitiske adel, som havde tjent storfyrsterne fra 1300-tallet (herunder slægterne Romanov, Godunov og Sjeremetjev).
- Fyrstene af Rurikslægten, der boede i Moskva, efter at deres riger var blevet annekteret af Storfyrstedømmet Moskva (herunder slægterne Sjujskij, Vorotynskij og Repnin).
- Udenlandske fyrster fra Litauen og Den Gyldne Horde, som hævdede at stamme fra Djenghis Khan (blandt andet slægterne Belsk og Mstilavskij).